# كيرنز (ولاية كوينزلاند)
كيرنزمدينة إقليمية في «الشمال الأقصى» من ولاية كوينزلاند، في أستراليا،
- تأسست عام 1876. وعُين "ويليام ويلينغتون كيرنز"، حاكم ولاية كوينزلاند الحالية.
- المدينة تشكلت لخدمة عمال المناجم متوجهة إلى غولدفيلد نهر هودجكينسون، بل أنها شهدت انخفاضا عندما اكتشفت طريقا أسهل من «بورت دوغلاس». ووضعت في بعد ذلك كمخزن وميناء رئيسي لتصدير قصب السكر، والذهب والمعادن الأخرى والمعادن والمنتجات الزراعية من المحيطة بالمناطق الساحلية ومنطقة «النجد اذرتون».

## عدد السكان
- اعتبارا من عام 2010، بلغ عدد السكان تقريبا 150,920.

## الموقع
- كيرنز تقع حوالي 1,700 كلم (1,056 مي) من بريسبان، وحوالي 2,420 كلم (1,504 مي) من سيدني برا. أنها وجهة سفر شعبية للسياح الأجانب نظراً لمناخها استوائي. هو بمثابة نقطة انطلاق للناس الراغبين في زيارة للحاجز المرجاني العظيم و «الآن شمال» كوينزلاند.

## توأمة
لكيرنز (ولاية كوينزلاند) اتفاقيات توأمة مع كل من:
- ريغا
- مينامي
- لاي
- زانجيانغ
- أوياما
- سونغنام

## أعلام
- ريس ويكفيلد
- إليزابيث أوكونر
- برنتون ثوياتس
- أندرو هيوز
- روبرت داونز
- تيرينس كوبر
- جورجيا لي
- بين هالوران
- مايكل ثوايت
- كاتريونا غراي